# Labeser Weg
Labeser Weg – ulica w Berlinie, w dzielnicy Tiergarten. Ulica ma tylko 21. numerów i 227 metrów długości. Nazwa ulicy obowiązuje od 25 sierpnia 1939 roku i nadano ją z uwagi na zasługi łobeskich szewców, którzy od XVII wieku wyrabiali i rozprowadzali słynne Pantofle łobeskie. Pantofle te zwane Schlurren dały miastu Labes (od roku 1860 siedziba Powiatu Regenwalde, obecnie Łobez), znany na Pomorzu przydomek Schlurr Lobs lub Schlurr-Labs. Powiat Regenwalde (obecnie Powiat łobeski) i jego wcześniejszą siedzibę Regenwalde (obecnie Resko) uhonorowano w Berlinie ulicą Regenwalder Weg w dniu 24 lipca 1954 roku.